# Rob Berney
Rob Berney (ur. 25 lutego 1968) – amerykański snowboardzista. Nie startował na igrzyskach olimpijskich. Na mistrzostwach świata jego najlepszym wynikiem jest 13. miejsce w gigancie na mistrzostwach w San Candido. Najlepsze wyniki w Pucharze Świata osiągnął w sezonie 1996/1997, kiedy to zajął 23. miejsce w klasyfikacji generalnej, a w klasyfikacji giganta był siódmy.

## Sukcesy

### Mistrzostwa Świata
| Miejsce | Dzień       | Rok  | Miejscowość | Konkurencja | Zwycięzca         |
| ------- | ----------- | ---- | ----------- | ----------- | ----------------- |
| 13.     | 22 stycznia | 1997 | San Candido | Gigant      | Thomas Prugger    |
| 20.     | 23 stycznia | 1997 | San Candido | Slalom      | Bernd Kroschewski |

### Puchar Świata

#### Miejsca w klasyfikacji generalnej
- 1994/1995 - -
- 1995/1996 - 24.
- 1996/1997 - 23.
- 1997/1998 - 81.
- 1998/1999 - 78.
- 1999/2000 - 51.
- 2000/2001 - -

#### Miejsca na podium
1. Sun Peaks – 18 grudnia 1996 (Gigant) - 2. miejsce
2. Bardonecchia – 10 grudnia 1995 (Gigant) - 2. miejsce
3. Altenmarkt – 1 grudnia 1995 (Gigant) - 3. miejsce